# Delfinserien (W&W)
Delfinserien är en bokserie utgiven åren 1949-51 på Wahlström & Widstrands förlag. Namnet syftar på renässansboktryckaren Aldus Manutius logotyp, en delfin slingrad kring ett skeppsankare.
Enligt baksidestexten på de första utgåvorna i serien var avsikten att ”presentera främmande aktuell skönlitteratur av mera särpräglad karaktär … experimentell och stimulerande litteratur från skilda språkområden … som icke har utsikt att här bli bestsellers”. Serien överlevde i mindre än tre år.

## Böcker i serien
- James Branch Cabell, Jurgen (1949)
- Bruno Cicognani, Velia (1951)
- Carmen Laforet, Nada (1949)
- Anaïs Nin, Albatrossens barn (1950)
- Guido Piovene, Novisens bekännelser (1949)
- Elizabeth Spencer, Det brinner en morgon (1950)
- Lionel Trilling, Vid vägens mitt (1949)